# Dezerter (singel)
Dezerter – drugi singel zespołu Dezerter nagrany z udziałem wokalistki Katarzyny Nosowskiej. Nagrań dokonano w Izabelin Studio w 1993 roku.

## Lista utworów
| Nr | Tytuł utworu     | Tekst        | Muzyka    | Długość |
| -- | ---------------- | ------------ | --------- | ------- |
| 1. | „Ku przyszłości” | K. Grabowski | R. Matera | 3:20    |
| 2. | „Dla zysku”      | K. Grabowski | R. Matera | 2:23    |
| 3. | „Niewolnik”      | K. Grabowski | R. Matera | 2:15    |
| 4. | „Jugosławia”     | K. Grabowski | R. Matera | 2:40    |
|    |                  |              |           | 10:38   |

## Skład
- Katarzyna Nosowska – wokal
- Robert Matera – gitara, wokal
- Paweł Piotrowski – gitara basowa
- Krzysztof Grabowski – perkusja

Realizacja:
- Andrzej Puczyński – producent